# 超时空世纪
《超时空世纪》（日语：超時空世紀オーガス）是TBS系自1983年7月3日至1984年4月8日首播的全35话的科幻动画。《超时空世纪》与《超时空要塞》、《超时空骑团》合称为“超时空系列”。《超时空世纪》是“超时空系列”的第二部动画。
《超時空世紀》在台灣公開播映時，有兩種中文譯名。由中華電視台（華視，即今中華電視公司）首播時譯名為《時空爭霸戰》，播出期間為1987年1月6日至1987年9月1日，時段為每星期二17:30～18:00；後來中國電視公司（中視）重播時譯為《時空戰警》，播出期間為1995年4月24日至1995年12月27日，時段則為每星期一16:30～17:00。華視與中視兩版本的配音與翻譯皆不同。後來東視綜合台、東視育樂台、中都卡通台都有重播中視版本。
在香港由亞洲電視播放，並且有粵語主題曲。

## 劇情大綱
2062年，為了軌道電梯的所有權，地球分為兩大陣營互相爭奪；主角桂木桂隸屬的自由宇宙軍，計畫以新研發的D兵器「時空震動彈」破壞軌道電梯的能源供應，但是行動遭遇到敵對陣營的猛烈砲火而不得不撤退。危急中怒火中燒的桂木桂，啟動了尚未調整好的時空震動彈，結果引發了始料未及的時空混亂，造成多元世界同時出現互相混合，並形成了「相剋界」；桂木桂也因此被捲入震波而時空轉移，來到了事件發生的20年後的混亂時空世紀20年。
桂木桂被埃曼人（エマーン）的商隊尋獲並一同行動，但是桂木桂由於身為修復混亂時空的關鍵「特異點」，成為各勢力爭奪的目標；在不斷戰鬥與尋求解決之道的同時，桂木桂官校的同窗歐森竟然出現在眼前，並且與他兵戎相見；桂木桂甚至還見到了自己未來的女兒雅典娜。桂木桂最終將面對新舊交雜的世界，並試圖修復時空混亂的局面。而桂木桂終於發現，要想讓時空回歸正軌的最後手段，竟是得前往當初時空震動彈啟動前那一刻的時空中，並殺死當時的自己…

## 製作群
- 企画：大西良昌
- 原作：スタジオぬえ
- 原作協力：アートランド
- 連載：てれびくん、一部の幼児向け雑誌、アニメマガジン
- 總監督：石黑昇、三家本泰美
- 劇本統籌：松崎健一
- 劇本統籌協力：宮武一貴、大野木寛
- 人物設定：美樹本晴彦
- 機械設定：宮武一貴
- 機械設定協力：石津泰志、千葉昌宏
- 音樂：羽田健太郎
- 音樂監督：鈴木清司
- 音響監督：伊達渉
- 製作：每日放送、東京ムービー新社

## 配音
- 桂木桂／速水獎 （台灣首播譯名：丁桂／香港譯名：陸志偉；配音：葉少榮）
- 明姬‧拉斯／佐佐木留恩 （台灣首播譯名：明麗／香港譯名：咪咪；配音：沈小蘭）
- 夏雅‧德普／瀧澤久美子（香港譯名：莫麗；配音：余秀明）
- 史雷／橋本晃一 （香港配音：黃志成）
- 瑪伊／花咲きよみ （香港譯名：小曼；配音：譚淑英）
- 莉亞／坂本千夏 （香港譯名：小雅；配音：林錦燕）
- 上尉／屋良有作
- 摩姆／室井深雪
- 歐森‧D‧韋恩／鈴置洋孝→堀内賢雄 （台灣首播譯名：歐森／香港譯名：奧力士；香港配音：陳永信）
- 雅典娜‧韓德森／勝生真沙子（香港譯名：阿姬娜；配音：雷碧娜）
- 蒂娜‧韓德森／吉田理保子
- 旁白／銀河万丈（香港配音：梁有恆）

## 主題歌
- 片頭曲：

作詞：三浦晃嗣、作曲・演唱：Casey Rankin
- 片尾曲：

作詞：三浦晃嗣、作曲・編曲・演唱：Casey Rankin

## 相關續作
《超时空世纪02》是《超时空世纪》的OVA版續篇形式作品，於1993年发表，全6集。但本作的世界觀與前作完全不同，前作中的人物僅有機械人「上尉」登場。

### 製作群
- 企画：大西良昌
- 原案：高山文彦
- 導演：高山文彦
- 人物原案：美樹本晴彦
- 人物設定：川元利浩
- 機械設定：阿部邦博
- 機械設定概念協力：スタジオぬえ
- 編劇：關島真頼、山口宏、岸野裕司
- 演出：岡尾貴洋、玉田博
- 音響：本田保則
- 音樂：ヒカシュー（＃1～4）、Torsten Rasch（＃5～6）
- 動畫製作：ヒーロー、J.C.STAFF
- 製作：J.C.STAFF，每日放送、小学馆

### 各集标题
1. 愚者的選擇（愚か者の選択）
2. 冒險者（危険を冒す者）
3. 逃亡者
4. 捜索者
5. 破壞者（破壊する者）
6. 期盼明日者（明日を望む者）

### 主題歌
- 片頭曲(＃1～4)：（作詞・演唱：巻上公一、作曲：坂出雅海）
- 片尾曲(＃1～4)：（作詞・演唱：巻上公一、作曲：Torsten Rasch）
- 片頭曲(＃5～6)：（演唱：上田浩恵）
- 片尾曲(＃5～6)：（演唱：上田浩恵）